# Palau Barbarigo

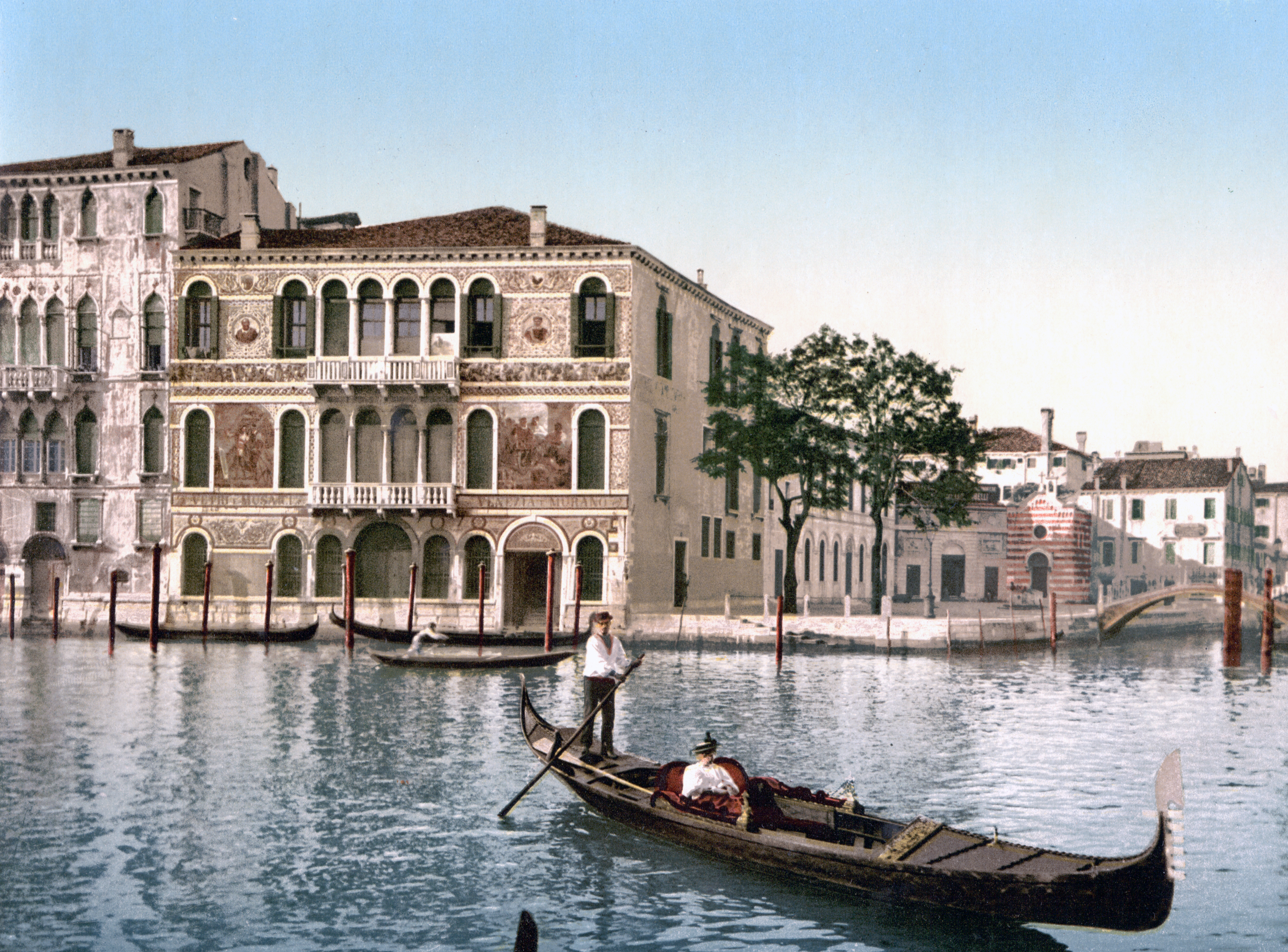
Fotocrom dels darrers anys del segle XIX

El Palau Barbarigo és un palau de Venècia situat al barri de Dorsoduro i amb vistes al Gran Canal prop del Palau Da Mula Morosini i, lateralment, al Campo San Vio.
No és gaire lluny del Pont de l'Acadèmia i del Palau Venier dei Leoni i limita amb el complex de l'església anglicana de Sant Jordi a la part posterior. A l'esquerra limita amb el Palau Da Mula Morosini.
El palau Barbarigo, juntament amb una part del Palau Da Mula Morosini adjacent, pertany al director d'orquestra rus Valery Gergiev, i això és només una part del vast llegat de la filantropa Yoko Nagae Ceschina.

## Història
L'edifici va ser construït al segle XVI, en ple Renaixement. Des del segle XX s'ha convertit en la seu de Pauly &amp; C. - Compagnia Venezia Murano, una empresa de vidre.

## Arquitectura
El palau té una de les façanes més característiques del Gran Canal, que es distingeix pel seu recobriment de mosaic de vidre de Murano, aplicat el 1886 a instàncies dels aleshores propietaris, els germans Testolini, propietaris de l'empresa Fratelli Testolini, més tard coneguda com a MQ Testolini, especialitzada en la producció de mobles artísticament esculpits, cristalleria, mosaics, tèxtils i complements de decoració. Aquesta intervenció va comprometre l'aspecte original de l'edifici, però estava en harmonia amb el costum del segle XVI d'embellir de colors les façanes amb frescos, una tècnica que, a diferència dels mosaics, està subjecta a un ràpid deteriorament (penseu en els frescos de Giorgione a la Fontego dei Tedeschi).
El palau Barbarigo és un edifici amb una distribució típicament del segle XVI, de dimensions modestes i tres plantes d'alçada, clarament destacades pel disseny de la façana. Aquesta, a la planta baixa, s'obre al canal mitjançant una lògia, els dos arcs de la qual permeten l'accés des de l'aigua fins al portego. Les dues plantes principals, amb obertures idèntiques, tenen arcs de mig punt, entre els quals destaca especialment el quadrifora central amb balustrada. Una fina cornisa dentada corona l'edifici.